# Ejército Revolucionario de Cuba
El Ejército Revolucionario de Cuba (ERC) (Ejército Constitucional Cubano hasta 1959) es el Ejército terrestre de Cuba. Fue formado en 1895 durante el Movimiento de independencia nacional. Originalmente era conocido como el Ejército Constitucional de Cuba. Luego del triunfo de la Revolución Cubana, el 1 de enero de 1959, pasa a denominarse Ejército Revolucionario de Cuba, formando parte de las Fuerzas de Defensa de Cuba (FDC).

## Historia

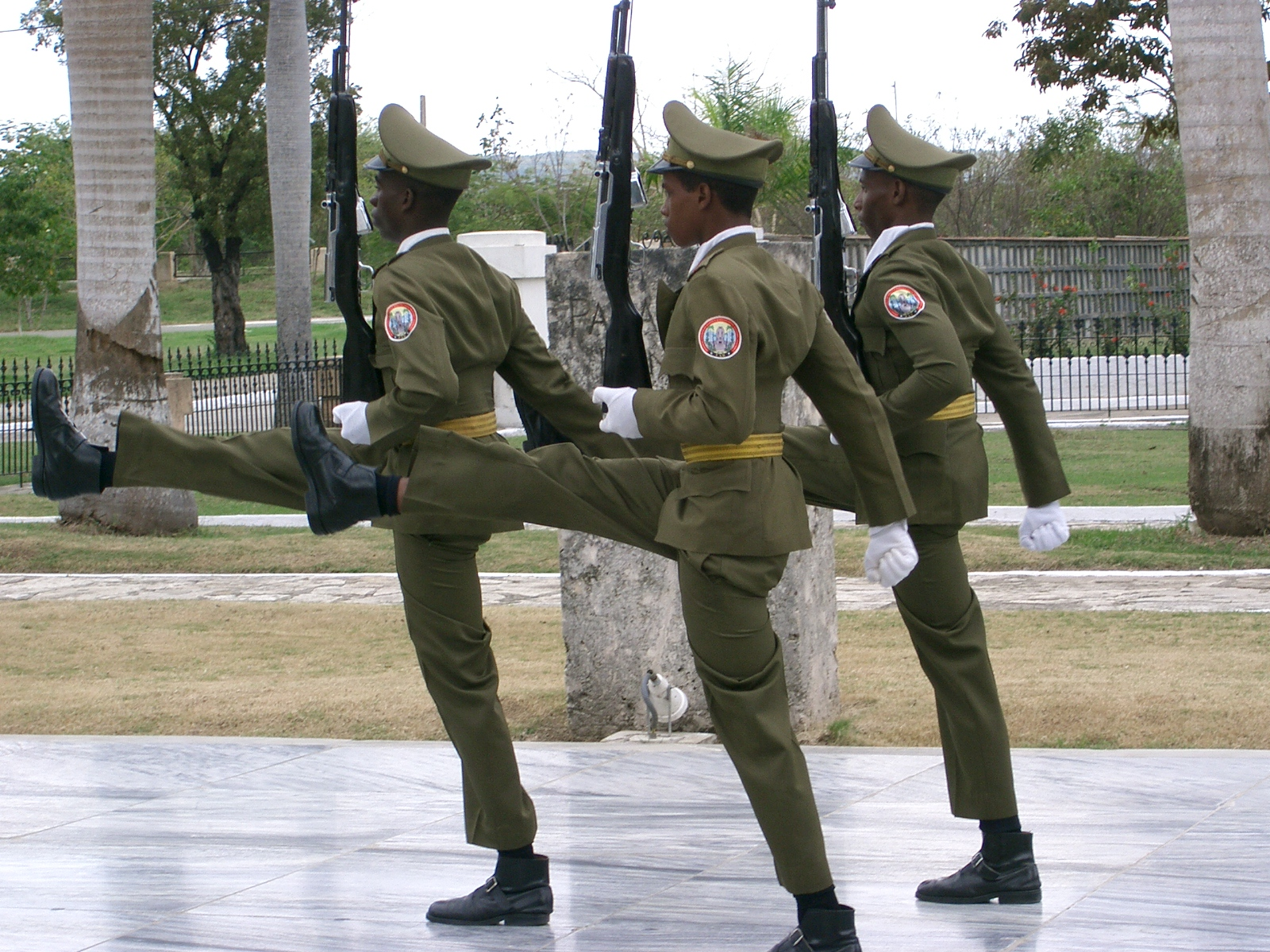
Guardias en el Mausoleo de José Martí, en Santiago de Cuba.

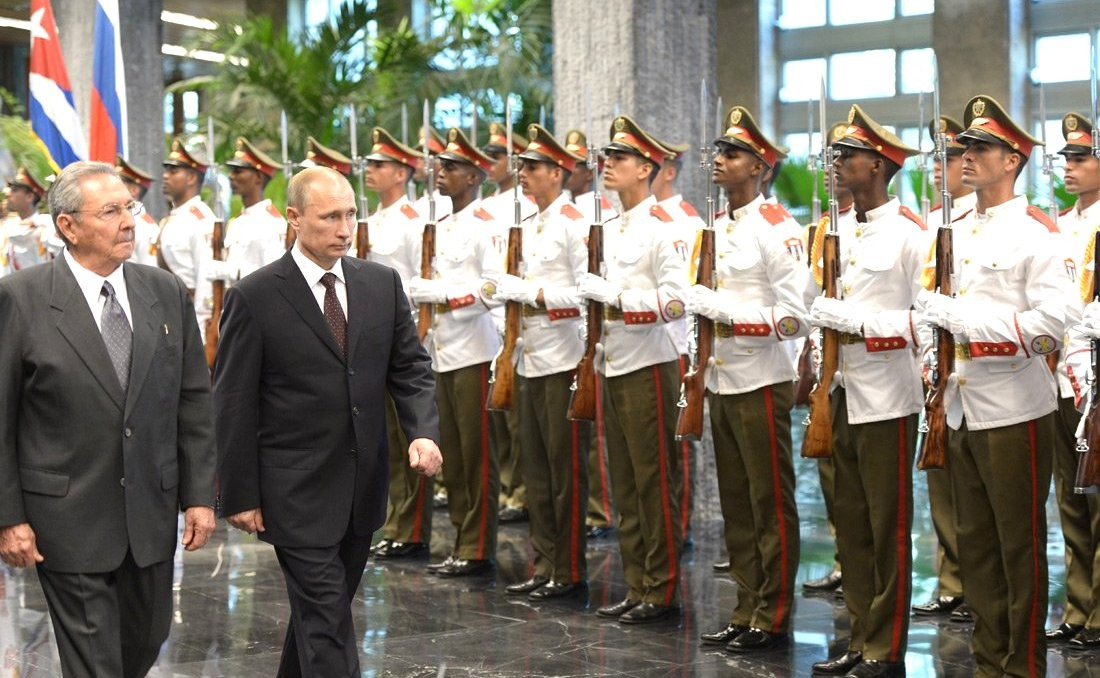
Vladímir Putin inspeccionando la Guardia de Honor del Ejército en el Palacio de la Revolución, en La Habana, en 2014.

El Ejército Constitucional Cubano en su forma original fue establecido por primera vez en 1868 por los revolucionarios cubanos durante la Guerra de los Diez Años, y luego fue restablecido durante la Guerra de Independencia cubana en 1898. Mantuvo la neutralidad durante la Primera Guerra Mundial, y participó en la Batalla del Caribe, y en la Batalla del Atlántico, durante la Segunda Guerra Mundial, cuando formaba parte de los Aliados de la Segunda Guerra Mundial, apoyados por los Estados Unidos de América. 

### Revolución cubana
Después de que la Revolución Cubana derrotase al régimen de Fulgencio Batista, el Ejército Rebelde, el brazo armado del Movimiento 26 de Julio, bajo el liderazgo de Fidel Castro, se reorganizó en las actuales Fuerzas Armadas Revolucionarias de Cuba (FAR).  

### Guerra Fría
Durante la Guerra Fría, la Unión Soviética otorgó ayuda militar y financiera a Cuba. Desde 1966 hasta finales de la década de 1980, la asistencia militar del gobierno soviético permitió a Cuba mejorar sus capacidades militares. La primera misión militar cubana en África se estableció en Ghana en 1961. En 1962 se produjo la Crisis de los misiles de Cuba, cuando el mundo se encontró al borde de una guerra nuclear. Las fuerzas militares de Cuba aparecieron en Argelia, en 1963, cuando una brigada médica militar llegó para apoyar al gobierno argelino. Desde la década de 1960, Cuba envió fuerzas militares a países africanos y árabes: Siria en 1973, Etiopía en 1978, Angola de 1975 a 1989, Nicaragua y El Salvador durante la década de 1980. El tonelaje de las entregas militares soviéticas a Cuba alcanzó su nivel máximo durante la década de 1980. El poder militar cubano se redujo drásticamente por la pérdida de los subsidios soviéticos tras el final de la Guerra Fría.

### Reestructuración
En 1989 durante la Causa número 1, el gobierno cubano instituyó una limpieza de las fuerzas armadas y el Ministerio del Interior de Cuba (MININT), condenando al General de División y ex-Héroe de la República de Cuba Arnaldo Ochoa Sánchez, al Coronel del Ministerio del Interior Antonio de la Guardia, y a su hermano el General de brigada Patricio de la Guardia, por cargos de corrupción y narcotráfico. Ochoa y Antonio de la Guardia fueron fusilados. Después de las ejecuciones, el Ejército se redujo drásticamente, el Ministerio del Interior pasó a estar bajo el control informal del jefe de las Fuerzas Armadas Revolucionarias, el general Raúl Castro (hermano de Fidel Castro), y un gran número de oficiales del ejército fueron trasladados al Ministerio del Interior.

## Capacidades
Una evaluación de la Agencia de Inteligencia de la Defensa de EE. UU. en la primera mitad de 1998, dijo que las unidades blindadas de combate de guerra acorazada, y la artillería autopropulsada del ejército cubano, tenían un nivel bajo de preparación, y que el entrenamiento militar se había reducido gravemente, debido a ello, las unidades eran incapaces de montar operaciones efectivas a nivel de batallón, y que el equipamiento militar almacenado no estaba disponible. El mismo informe dice que las fuerzas cubanas de operaciones especiales continuaban entrenando, pero en menor escala que antes, y que si bien la falta de piezas de repuesto para su equipo existente, y la grave escasez de combustible estaban afectando cada vez más su capacidad operativa, Cuba seguía siendo capaz de ofrecer una considerable resistencia ante cualquier potencia regional. La DIA informó en 1998 que las organizaciones paramilitares del país, las Milicias de Tropas Territoriales y el Ejército Juvenil del Trabajo, habían sufrido una descenso considerable de la moral y del nivel de entrenamiento durante los siete años anteriores, pero aún conservaban el potencial de hacer que una invasión enemiga fuese potencialmente costosa. Cuba adoptó una estrategia de guerra popular que destaca el carácter defensivo de sus capacidades.

## Cooperación militar
El 14 de septiembre de 2012, un alto general cubano acordó profundizar en la cooperación militar con China, durante una visita a Pekín, dijo que Cuba está dispuesta a mejorar los intercambios con las Fuerzas Armadas de China (EPL) y a fortalecer la cooperación bilateral en capacitación de personal y en otras áreas. En abril de 2021, el antiguo Jefe de Estado Mayor Álvaro López Miera fue nombrado Ministro de las Fuerzas Armadas Revolucionarias (FAR).

## Estructura
El Ejército Revolucionario Cubano está dividido en cuatro ejércitos:
- El Ejército Occidental: Defiende desde Pinar del Río hasta la provincia de Mayabeque, incluyendo a La Habana, capital de la República. Su jefe es el general de división Raúl Acosta Gregorich.

- El Ejército Central: Defiende las provincias de Matanzas, Villa Clara, Cienfuegos, Sancti Spíritus y Ciego de Ávila. Su jefe es el general de división Andrés González Brito.

- El Ejército Oriental: Defiende desde la provincia de Camagüey hasta Guantánamo, incluyendo la línea fronteriza con la Base Naval de la Bahía de Guantánamo, ocupada por Estados Unidos, su actual jefe es el General de División Ricardo Rigel Tejeda.

- El Ejército Juvenil del Trabajo (EJT): Formado por unidades de reclutas movilizados para llevar a cabo tareas productivas generalmente agrícolas, aunque también reciben preparación militar. Su jefe es el general de brigada Eliecer Alfredo Velázquez Almaguer.

## Equipamiento del Ejército cubano

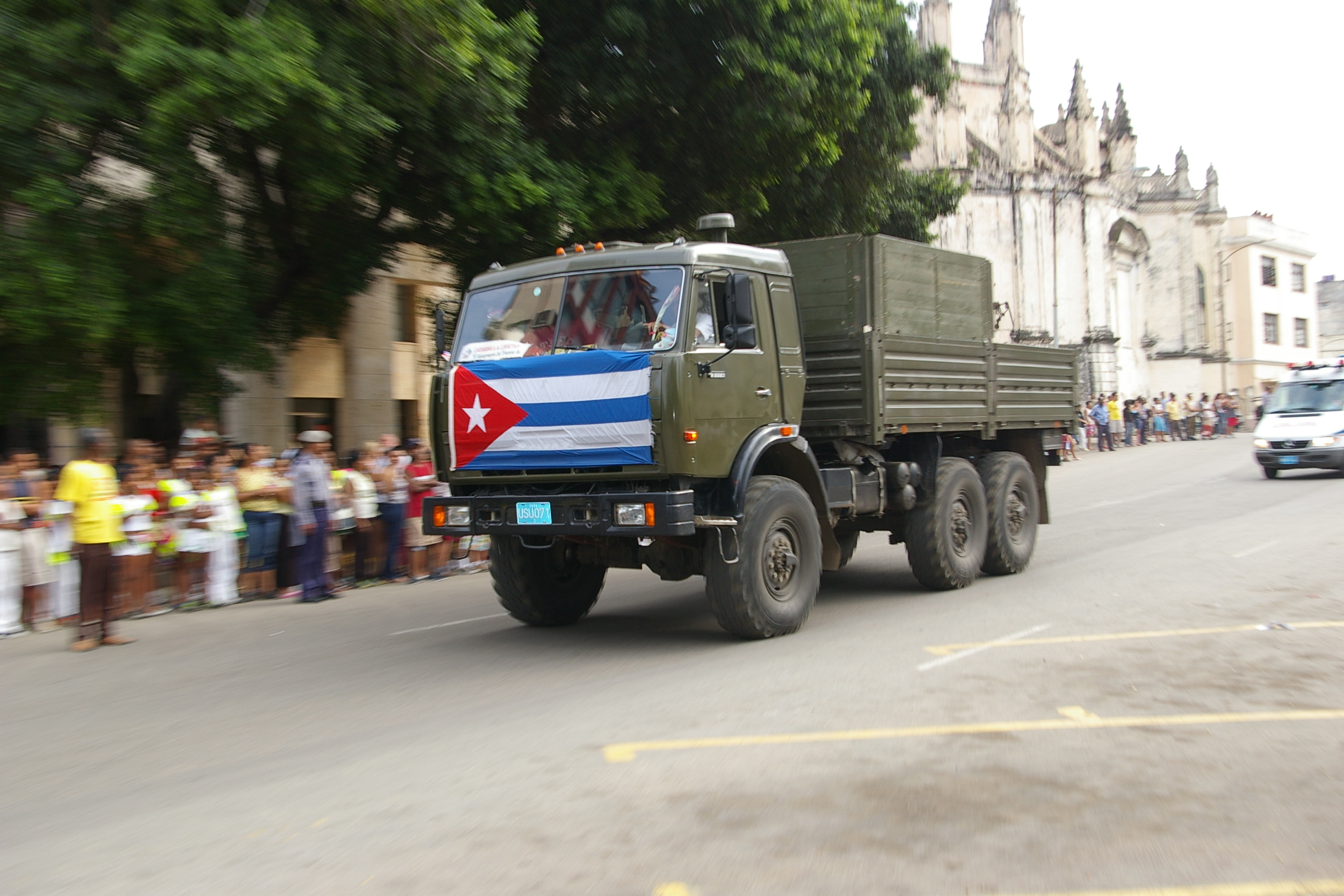
Camión militar cubano.

La mayor parte del equipamiento militar cubano es material fabricado en la antigua Unión Soviética durante la Guerra Fría. La infantería está equipada con el fusil AKM (un derivado del fusil de asalto AK-47) también dispone de ametralladoras RPK, PK, carabinas SKS, y lanzagranadas RPG-7. El tanque T-55 es el carro de combate más utilizado por las fuerzas blindadas del ejército cubano, que también dispone de artillería autopropulsada y vehículos blindados de combate como el transporte blindado de personal BMP-1 y el vehículo de combate de infantería PT-76. Tras la caída de la antigua Unión Soviética, Cuba compró nuevo equipamiento militar en Rusia y Venezuela, y firmó varios contratos con ambos países.

### Uniformes
El uniforme más común usado por los soldados cubanos parece ser los uniformes utilitarios de color verde oliva. El uniforme se viste junto con botas de combate negras, los sombreros más comunes que se usan con este uniforme son las gorras de patrulla que se hicieron famosas fuera de Cuba por ser usadas por Fidel Castro. Los soldados de unidades de tanques, la policía militar cubana y las fuerzas especiales cubanas, también usan boinas junto con el uniforme. El uniforme militar cubano se parece mucho al uniforme OG-107 de las Fuerzas Armadas de los Estados Unidos usado durante la Guerra Fría.

### Armas de fuego
| Nombre                           | Fotografía | Origen                    | Tipo                                       |
| -------------------------------- | ---------- | ------------------------- | ------------------------------------------ |
| Makarov PM                       |            | Unión Soviética           | Pistola semiautomática                     |
| Pistola automática Stechkin      |            | Unión Soviética           | Pistola ametralladora                      |
| PM-63 RAK                        |            | Polonia                   | Subfusil                                   |
| SKS                              |            | Unión Soviética           | Carabina                                   |
| AKM                              |            | Unión Soviética           | Fusil de asalto                            |
| AMD-65                           |            | Hungría                   | Fusil de asalto                            |
| Vz. 58                           |            | Bandera de Checoslovaquia | Fusil de asalto                            |
| AK-74                            |            | Unión Soviética           | Fusil de asalto                            |
| RPK                              |            | Unión Soviética           | Ametralladora ligera                       |
| Ametralladora PK                 |            | Unión Soviética           | Ametralladora de propósito general         |
| Goriunov SG-43 / SGM             |            | Unión Soviética           | Ametralladora pesada                       |
| DShK                             |            | Unión Soviética           | Ametralladora pesada                       |
| Ametralladora NSV                |            | Unión Soviética           | Ametralladora pesada                       |
| Fusil de francotirador Dragunov  |            | Unión Soviética           | Fusil de francotiradorFusil semiautomático |
| Fusil de francotirador Alejandro |            | Cuba                      | Fusil de francotiradorFusil de cerrojo     |
| Mambí AMR                        |            | Cuba                      | Fusil antimaterialFusil semiautomático     |
| LPO-50                           |            | Unión Soviética           | Lanzallamas                                |
| RGD-5                            |            | Unión Soviética           | Granada de mano                            |
| Granada F-1                      |            | Unión Soviética           | Granada de mano                            |
| RPG-7                            |            | Unión Soviética           | Granada propulsada por cohete              |
| AGS-17                           |            | Unión Soviética           | Lanzagranadas automático                   |

### Artillería remolcada
| Nombre | Fotografía | Origen          | Tipo                  | Calibre |
| ------ | ---------- | --------------- | --------------------- | ------- |
| M-46   |            | Unión Soviética | Cañón de campaña      | 130mm   |
| D-30   |            | Unión Soviética | Obús remolcado        | 122mm   |
| T-12   |            | Unión Soviética | Cañón antitanque      | 100mm   |
| D-44   |            | Unión Soviética | Artillería de campaña | 85mm    |
| ZiS-3  |            | Unión Soviética | Artillería de campaña | 76mm    |

### Artillería autopropulsada
| Nombre       | Fotografía | Origen          | Tipo                      | Calibre |
| ------------ | ---------- | --------------- | ------------------------- | ------- |
| 2S3 Akatsiya |            | Unión Soviética | Artillería autopropulsada | 152mm   |
| 2S1 Gvozdika |            | Unión Soviética | Artillería autopropulsada | 122mm   |

### Artillería de cohetes
| Nombre | Fotografía | Origen          | Tipo                  | Calibre |
| ------ | ---------- | --------------- | --------------------- | ------- |
| BM-14  |            | Unión Soviética | Lanzacohetes múltiple | 140mm   |
| BM-21  |            | Unión Soviética | Lanzacohetes múltiple | 122mm   |

### Morteros
| Nombre | Fotografía | Origen          | Tipo    | Calibre |
| ------ | ---------- | --------------- | ------- | ------- |
| M-1943 |            | Unión Soviética | Mortero | 120mm   |

### Cañones sin retroceso
| Nombre | Fotografía | Origen          | Tipo                | Calibre |
| ------ | ---------- | --------------- | ------------------- | ------- |
| SPG-9  |            | Unión Soviética | Cañón sin retroceso | 73 mm   |

### Misiles antitanque
| Nombre        | Imagen | Origen          | Tipo             | Calibre |
| ------------- | ------ | --------------- | ---------------- | ------- |
| 9K111 Fagot   |        | Unión Soviética | Misil antitanque | 120mm   |
| 9K11 Maliutka |        | Unión Soviética | Misil antitanque | 125mm   |

### Camiones militares
| Nombre            | Fotografía | Origen           | Tipo           |
| ----------------- | ---------- | ---------------- | -------------- |
| Ural-4320         |            | Unión Soviética} | Camión militar |
| ZIL-131           |            | Unión Soviética  | Camión militar |
| ZiS-151           |            | Unión Soviética  | Camión militar |
| GAZ-66            |            | Unión Soviética  | Camión militar |
| Kamaz-43114       |            | Rusia            | Camión militar |
| Sinotruk Howo 4x4 |            | China            | Camión militar |

### Vehículos blindados
| Nombre    | Fotografía | Origen          | Unidades | Tipo                                    | Calibre del arma principal |
| --------- | ---------- | --------------- | -------- | --------------------------------------- | -------------------------- |
| T-62      |            | Unión Soviética | 380      | Carro de combate principal              | 115mm                      |
| T-54/T-55 |            | Unión Soviética | 800      | Carro de combate                        | 100mm                      |
| PT-76     |            | Unión Soviética | 50       | Carro de combate ligeroVehículo anfibio | 76.2mm                     |
| BMP-1     |            | Unión Soviética | 120      | Vehículo de combate de infantería       | 73mm                       |
| BMD-1     |            | Unión Soviética | -        | Vehículo de combate de infantería       | 73mm                       |
| BRDM-2    |            | Unión Soviética | 100      | Automóvil blindado                      | 14.5mm                     |
| BTR-152   |            | Unión Soviética | -        | Transporte blindado de personal         | 7,62mm                     |
| BTR-40    |            | Unión Soviética | -        | Transporte blindado de personal         | 7,62mm                     |
| BTR-50    |            | Unión Soviética | -        | Transporte blindado de personal         | 7,62mm                     |
| BTR-60    |            | Unión Soviética | -        | Transporte blindado de personal         | 14.5mm                     |
| BTR-70    |            | Unión Soviética | -        | Transporte blindado de personal         | 14.5mm                     |
| PTS       |            | Unión Soviética | -        | Tractor orugaVehículo anfibio           | -                          |

### Vehículos todoterreno
| Nombre  | Fotografía | Origen                  | Tipo                                               |
| ------- | ---------- | ----------------------- | -------------------------------------------------- |
| UAZ-469 |            | Unión Soviética / Rusia | Vehículo todo terrenoTracción en las cuatro ruedas |